# Dendrobium rhodostictum
Dendrobium rhodostictum är en orkidéart som beskrevs av Ferdinand von Mueller och Friedrich Fritz Wilhelm Ludwig Kraenzlin. Dendrobium rhodostictum ingår i släktet Dendrobium, och familjen orkidéer. Inga underarter finns listade i Catalogue of Life.
Artens utbredningsområde är från Papua Nya Guinea till Salomonöarna.

## Bilder

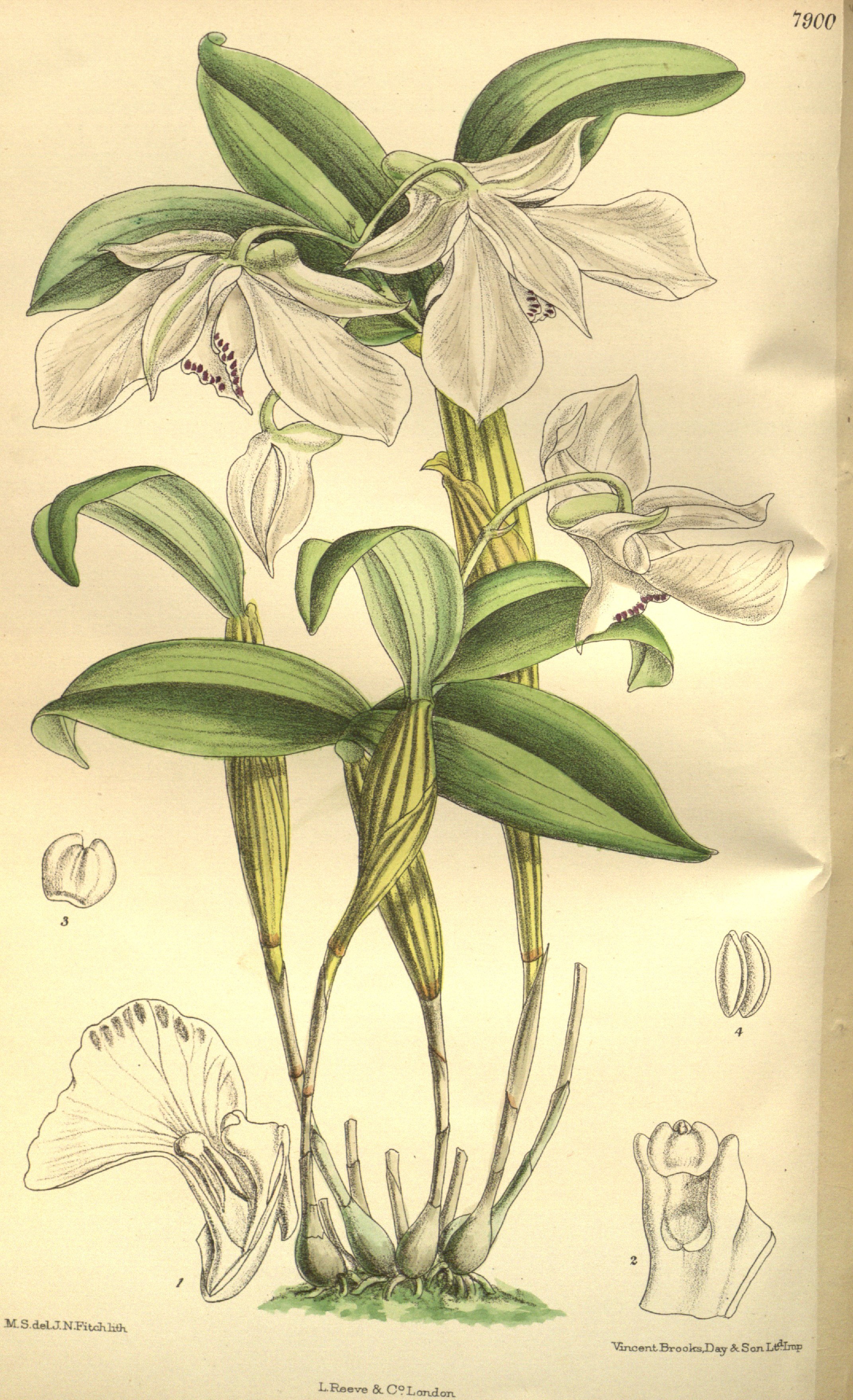
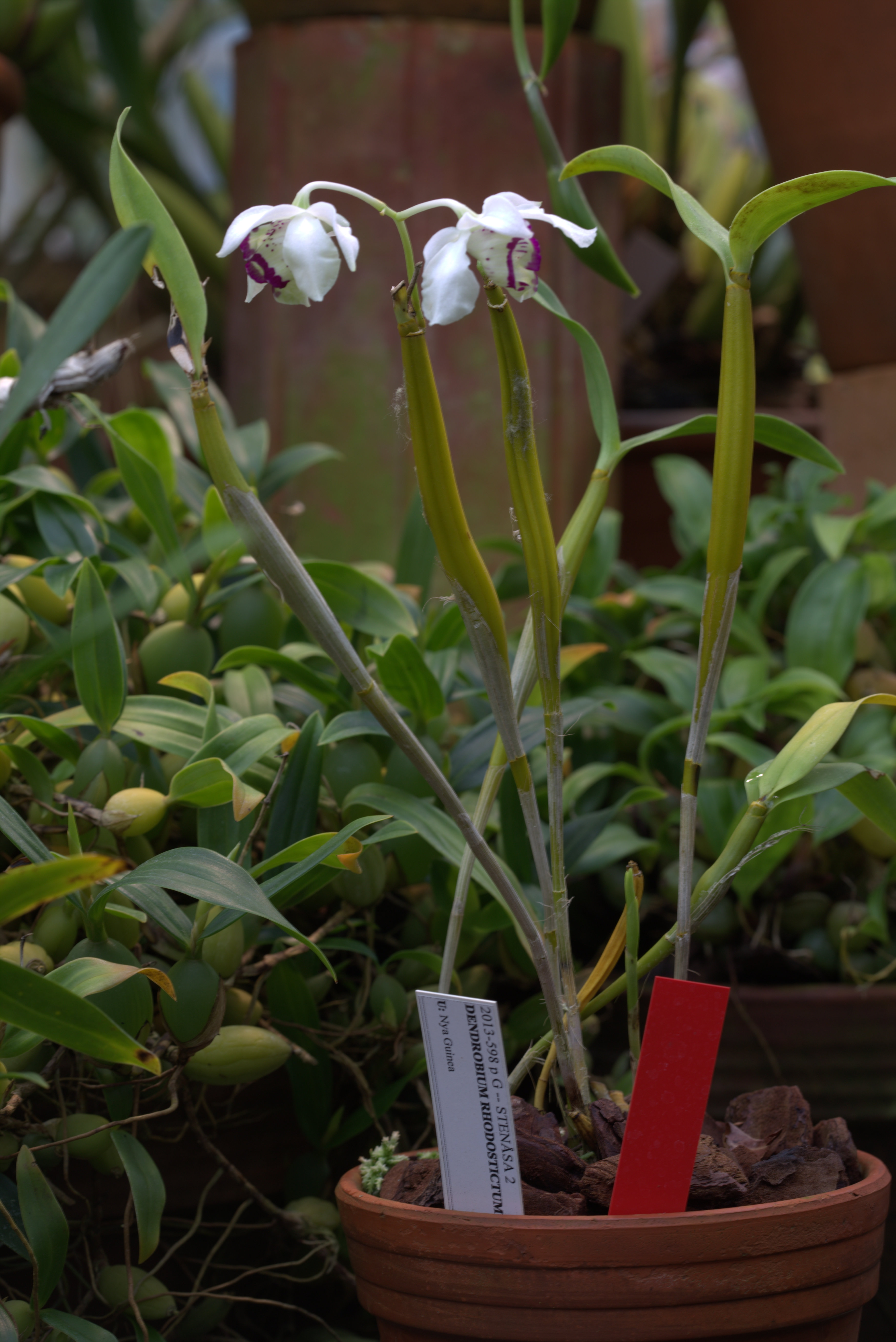
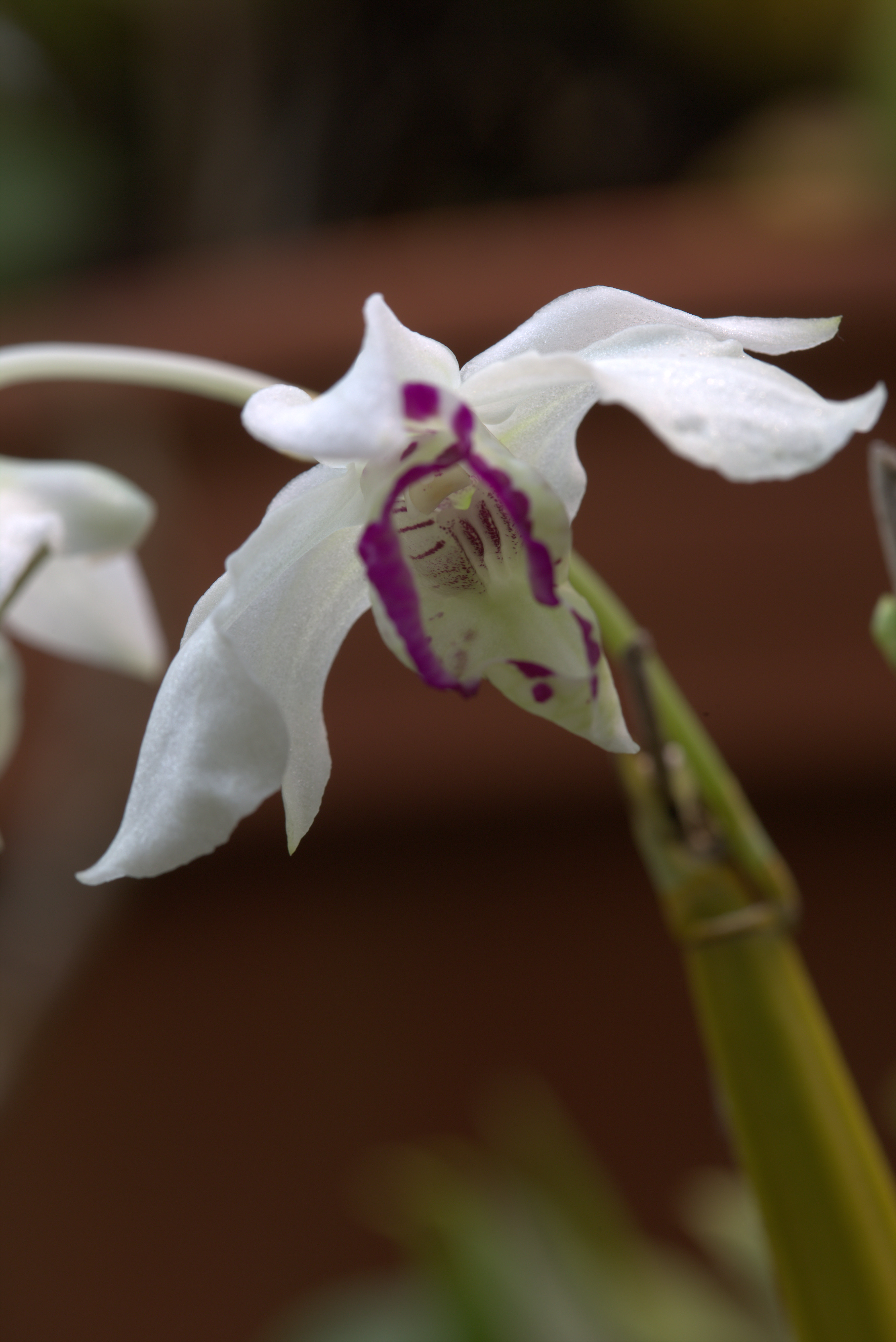